# The Fastest Guitar Alive
Pour plus de détails, voir Fiche technique et Distribution.
The Fastest Guitar Alive  est un film d'espionnage américain réalisé par Mickey Moore (en), sorti en 1967. Le musicien Roy Orbison y interprète son unique rôle au cinéma.

## Synopsis
Alors que les Confédérés sont sur le point de perdre la guerre de Sécession, deux espions sudistes, Johnny Banner et Steve Menlo, respectivement déguisés en chanteur-guitariste et en vendeur d'élixirs, sont envoyés à San Francisco pour voler une cargaison d'or afin de renflouer les caisses de la Confédération...

## Fiche technique
- Réalisation : Mickey Moore (en)
- Scénario : Robert E. Kent
- Photographie : W. Wallace Kelley
- Montage : Ben Lewis
- Musique : Roy Orbison, Bill Dees et Fred Karger
- Société de production : Metro-Goldwyn-Mayer
- Pays de production :  États-Unis
- Langue originale : anglais
- Genre : western, comédie, film musical
- Durée : 87 minutes
- Date de sortie : 
  - États-Unis : 1er septembre 1967

## Distribution
- Roy Orbison : Johnny Banner
- Sammy Jackson : Steve Menlo
- Maggie Pierce : Flo
- Joan Freeman : Sue
- Lyle Bettger : Charlie
- John Doucette : Max Cooper
- Patricia Donahue : Stella DeWitt
- Ben Cooper : Rink
- Douglas Kennedy : Joe Stedman
- Frank Hagney (non crédité) : un ivrogne

## Musique
La bande originale du film est composée de dix chansons pour la plupart inédites de Roy Orbison.